# Haut-Clocher
 Haut-Clocher  es una comuna     y población de Francia, en la región de Lorena, departamento de Mosela, en el distrito y cantón de Sarrebourg.
Su población en el censo de 1999 era de 322 habitantes.
Está integrada en la Communauté de communes de l'agglomération de Sarrebourg .

## Demografía
| 298 | 305 | 315 | 325 | 319 | 322 |
| Para los censos de 1962 a 1999 la población legal corresponde a la población sin duplicidades (Fuente: INSEE [Consultar]) |     |     |     |     |     |

- Datos: Q21780
- Multimedia: Haut-Clocher / Q21780

1. ↑  Worldpostalcodes.org, código postal n.º 57400.
2. ↑  INSEE, Datos de población para el año 2012 de Haut-Clocher (en francés).